# Hollywood Trash
Hollywood Trash è una raccolta dei King Kobra, uscita nel 2001 per l'Etichetta discografica MTM Music.

## Tracce
1. Do It
2. Bitch
3. The Gift
4. Hollywood Trash
5. Jessy
6. The Edge
7. Watch What You Think
8. Angels
9. Blaze
10. Freedom
11. Ready to Strike
12. Take It Off (demo)

### Solo nell'edizione giapponese
- 13. Here Comes the Night [demo]

## Formazione
- Kelly Keeling - voce, chitarra, basso, tastiere
- Mick Sweda - chitarra, sintetizzatori, cori
- Steve Fister - chitarra
- Carmine Appice - batteria, percussioni, cori

### Altri membri
- Marcie Free - voce nelle tracce 12, 13
- C.C. DeVille - chitarra
- Johnny Rod - basso
- Dave Michael Phillips - chitarra
- Earl Slick - chitarra